# Най-великият белгиец (Канвас)
Вижте пояснителната страница за други значения на Най-великият белгиец.
Най-великият белгиец (на нидерландски: De Grootste Belg) е анкета, проведена през 2005 година от белгийската нидерландскоезична телевизия Канвас. Целта е публиката да определи най-значимата личност, живяла в днешните граници на Белгия. По същото време подобна анкета е проведена и от френскоезичния канал Ер Те Бе Еф.

## Резултати
1. Дамиан Молокайски (1840-1889), мисионер
2. Паул Янсен (1926-2003), фармацевт и предприемач
3. Еди Меркс (р. 1945), колоездач
4. Амбиорикс (1 век пр.н.е.), племенен вожд
5. Адолф Данс (1839-1907), общественик
6. Андреас Везалий (1514-1564), лекар и анатом
7. Жак Брел (1929-1978), поет и певец
8. Герардус Меркатор (1512-1594), картограф
9. Петер Паул Рубенс (1577-1640), художник
10. Хендрик Консианс (1812-1883), писател
11. Еразъм Ротердамски (1466-1536), философ
12. Адолф Сакс (1814-1894), изобретател
13. Ян Деклайр (р. 1946), актьор
14. Ким Клейстерс (р. 1983), тенисистка
15. Виктор Орта (1861-1947), архитект
16. Бодуен (1930-1993), крал
17. Питер Брьогел Стария (1525-1569), художник
18. Рене Магрит (1898-1967), художник
19. Гидо Гезеле (1830-1899), поет
20. Тутс Тилеманс (р. 1922), музикант
21. Карл V (1500-1558), император
22. Луи Пол Боон (1912-1979), писател
23. Жозеф Кардейн (1882-1967), духовник
24. Ерже (1907-1983), автор на комикси
25. Джеймс Енсор (1860-1949), художник
26. Петер Пиот (р. 1949), лекар и общественик
27. Ян ван Ейк (1385-1441), художник
28. Кристоф Плантен (1520-1589), издател
29. Вили Вандерстен (1913-1990), автор на комикси
30. Хюго Клаус (1929-2008), писател
31. Ян Франс Вилемс (1793-1846), общественик
32. Лео Бакеланд (1863-1944), химик
33. Лийвен Геварт (1868-1938), предприемач
34. Арно (р. 1949), певец
35. Марк Ойтерхувен (р. 1957), телевизионен водещ и актьор
36. Дирк Мартенс (1446-1534), издател
37. Жюстин Енен (р. 1982), тенисистка
38. Реймон Гуталс (1921-2004), футболист и треньор
39. Ернест Солвей (1838-1922), химик и предприемач
40. Пол-Анри Спак (1899-1972), политик
41. Ашил Ван Акер (1898-1975), политик
42. Мари Поплен (1846-1913), феминистка
43. Пол Делво (1897-1994), художник
44. Симон Стевин (1548-1620), математик и инженер
45. Жюлиан Лао (1884-1950), политик
46. Христине Ван Брукховен (р. 1953), биоложка
47. Елизабет Баварска (1876-1965), кралица
48. Марк Слен (р. 1922), автор на комикси
49. Вилем Елсхот (1882-1960), писател
50. Паул ван Остаейен (1896-1928), поет
51. Пиер-Теодор Верхаген (1796-1862), политик
52. Реймон Сьолеманс (р. 1937), играч на билярд
53. Жан-Мари Пфаф (р. 1953), футболист
54. Жорж Пир (1910-1969), монах
55. Изабел Гати дьо Гамон (1839-1905), феминистка и педагог
56. Филип III (1396-1467), херцог
57. Адриан Жерлаш дьо Гомери (1866-1934), изследовател
58. Едвард Анселе (1856-1938), политик
59. Паскал Вейнке (р. 1985), общественик
60. Кристиан дьо Дюв (1917-2013), биолог
61. Жорж Льометр (1894-1966), астроном и физик
62. Ремберт Додунс (1517-1585), лекар и ботаник
63. Джон Кокрил (1790-1840), предприемач
64. Иля Пригожин (1917-2003), физикохимик
65. Том Барман (р. 1972), певец
66. Джанго Райнхарт (1910-1953), музикант
67. Гастон Ейскенс (1905-1988), политик
68. Ане Тереса Де Керсмакер (р. 1960), хореограф
69. Камий Юйсманс (1871-1966), политик
70. Антонис ван Дайк (1599-1641), художник
71. Брийк Схоте (1919-2004), колоездач
72. Анри Ван де Велде (1863-1957), архитект
73. Рик Копенс (1930-2015), футболист
74. Хадевейх (13 век), поетеса
75. Ингрид Бергманс (р. 1961), джудистка
76. Орландо ди Ласо (1530-1594), композитор
77. Жорж Сименон (1903-1989), писател
78. Рик Ван Лой (р. 1933), колоездач
79. Фердинанд Вербийст (1623-1688), мисионер
80. Дрийс Ван Нотен (р. 1958), моден дизайнер
81. Сирил Бойсе (1859-1932), писател
82. Ханс Мемлинг (1435-1494), художник
83. Жан Брабантс (1920-2014), хореограф
84. Том Ланоа (р. 1958), писател
85. Рик Ван Стенберген (1924-2003), колоездач
86. Адолф Кетле (1796-1874), астроном и статистик
87. Гастон Рулантс (р. 1937), лекоатлет
88. Ян ван Рьосбрук (1293-1381), поет
89. Паул Ван Химст (р. 1943), футболист и треньор
90. Емил Вандервелд (1866-1938), политик
91. Амели Нотомб (р. 1967), писателка
92. Франс Ван Кауеларт (1880-1961), политик
93. Констант Ванден Сток (1914-2008), футболист и треньор
94. Габриел Пети (1893-1916), разузнавачка
95. Марк Ван Монтагю (р. 1933), биолог
96. Огюст Бернарт (1829-1912), политик
97. Марсел Бродхарс (1924-1976), художник
98. Морис Метерлинк (1862-1949), писател
99. Педро де Ганте (1480-1572), мисионер
100. Филип Херевеге (р. 1947), диригент
101. Рогир ван дер Вейден (1399-1464), художник
102. Фернан Кнопф (1858-1921), художник
103. Сезар Франк (1822-1890), композитор
104. Жерар Мортие (1943-2014), музикален директор
105. Пиер Вейнантс (р. 1939), готвач
106. Анри Пирен (1862-1935), историк
107. Пиер Делин (р. 1944), математик
108. Раул Серве (р. 1928), аниматор
109. Емил Франки (1863-1935), предприемач
110. Шарл Рожие (1800-1885), политик
111. Хюго ван дер Гус (1440-1483), художник